# Compagnie du chemin de fer Tramelan – Breuleux – Noirmont
 (décembre 2021).
Si vous disposez d'ouvrages ou d'articles de référence ou si vous connaissez des sites web de qualité traitant du thème abordé ici, merci de compléter l'article en donnant les références utiles à sa vérifiabilité et en les liant à la section « Notes et références ».
La Compagnie du chemin de fer Tramelan – Breuleux – Noirmont (TBN) est une entreprise ferroviaire créée en 1907 pour la concession de la ligne ferroviaire de Tramelan à Le Noirmont. En absorbant d'autres chemins de fer, elle disparaît en 1927 lors d'une fusion avec la Compagnie du chemin de fer de Tramelan à Tavannes pour laisser place au Chemin de fer Tavannes – Le Noirmont.

## Chronologie
- Création le 24 mai 1907 ;
- Inauguration de la ligne de chemin de fer Tavannes – Tramelan le 13 décembre 1913 ;
- Ouverture au trafic le 16 décembre 1913 ;
- Disparition le 1er janvier 1927.